# Jimmy Deenihan
Jimmy Deenihan (né le 11 septembre 1952) est un homme politique irlandais du Fine Gael qui est ministre d'État chargé de la diaspora de 2014 à 2016, ministre des Arts, du Patrimoine et du Gaeltacht de 2011 à 2014 et ministre d'État au ministère de l'Agriculture., Alimentation et Forêts de 1994 à 1997. Il est Teachta Dála (TD) de 1987 à 2016. Il est sénateur de 1983 à 1987, après avoir été nommé par le Taoiseach,,.
Deenihan joue au football gaélique pour l'équipe du comté de Kerry dans les années 1970 et 1980. Il joue également au Rugby à XV avec Garryowen.

## Jeunesse
Deenihan est né à Finuge, Lixnaw, comté de Kerry, en 1952. Il fait ses études au St Michael's College de Listowel et plus tard au Thomond College of Education de Limerick. Il fait également des études universitaires au Royaume-Uni. Il est marié à Mary, fille de l'ancien footballeur de Kerry, John Dowling, professeur d'histoire et d'économie à l'école secondaire Mercy de Mounthawk.

## Football gaélique

### club
Il remporte un championnat du North Kerry des moins de 14 ans avec Finuge en 1963. Cinq ans plus tard, en 1968, il remporte le championnat des moins de 16 ans du North Kerry avec le club de Listowel Emmet. Il joue également avec le club de St Senan au niveau junior. Avec Finuge, Deenihan remporte un titre de la North Kerry Senior League en 1970, ainsi qu'un titre du North Kerry Senior Championship en 1987. Avec son équipe de division locale, les Feale Rangers, il remporte deux médailles aux championnats de comté seniors en 1978 et 1980. Alors qu'il est étudiant à l'Université St Mary's de Twickenham à Londres, il joue avec le club Kingdom et remporte un championnat de football senior de Londres.

### Inter-comté
À la fin des années 1960, Deenihan est un élément clé de la configuration inter-comté de Kerry et joue dans l'équipe B du comté. En 1970, il remporte une médaille au Munster, mais il n'a jamais remporté de médaille pour toute l'Irlande. Deenihan rejoint ensuite l'équipe des moins de 21 ans du comté, où il remporte les titres consécutifs de Munster en 1972 et 1973, ainsi qu'un titre de toute l'Irlande en 1973.
À ce stade, Deenihan est également membre de l'équipe de football senior de Kerry. Il remporte sa première médaille dans la Ligue nationale de football gaélique en 1973, mais Cork remporte le championnat de Munster. Deux ans plus tard, en 1975, Deenihan remporte ses premières médailles au Munster Championship et dans toute l'Irlande au niveau senior, sous la nouvelle direction de Mick O'Dwyer. C'est le début d'une époque glorieuse pour le football de Kerry et Deenihan joue un rôle important dans ce succès.
En 1976, Deenihan remporte son deuxième titre au Munster, mais Dublin prend sa revanche de l'année précédente en battant Kerry lors de la finale de toute l'Irlande. 1977 est une autre année frustrante puisque Kerry remporte une autre série de titres de la Ligue nationale et du Munster, mais perd encore une fois contre Dublin, cette fois en demi-finale All-Ireland. En 1978, Kerry remporte facilement un autre titre de Munster et se qualifie pour la finale de toute l'Irlande pour affronter Dublin. On se souvient du match lui-même grâce au but de Mikey Sheehy qu'il marque en lançant le ballon au-dessus de la tête de Paddy Cullen. Le score final est de 5-11 à 0-9 et Deenihan décroche finalement un deuxième titre pour toute l'Irlande. En 1979, Deenihan remporte un cinquième titre provincial avant de remporter plus tard un troisième titre de toute l'Irlande après une autre victoire contre Dublin.
En 1980, Kerry remporte le championnat de Munster et bat ensuite Roscommon pour remporter un troisième titre consécutif dans toute l'Irlande. En 1981, Deenihan est nommé capitaine de l'équipe senior de football de Kerry. C'est une année très spéciale puisqu'il remporte sa septième médaille consécutive au Championnat de Munster avant de mener plus tard Kerry dans une quatrième finale de toute l'Irlande, battant Offaly pour donner à Deenihan sa cinquième médaille de toute l'Irlande. Il termine l'année en recevant un prix All-Star. Au début de 1982, Deenihan remporte une troisième médaille dans la Ligue nationale en menant Kerry à la victoire contre Cork. Plus tard cet été-là, il se casse la jambe à l'entraînement. Il reste immobilisé pendant huit mois. La dernière apparition de Deenihan sous un maillot de Kerry remonte à mai 1983, lorsqu'il joue un match de défi lors de l'ouverture du terrain Tarbert GAA.
Deenihan remporte également des médailles da la Railway Cup avec Munster en 1975, 1976, 1978, 1981 et 1982.

## Carrière politique

### Seanad et Dáil Éireann
Alors que la carrière de footballeur inter-comté de Deenihan touche à sa fin, sa carrière politique débute. Il se présente sans succès à Kerry North aux élections générales de novembre 1982. En 1983, il est nommé au Seanad Éireann en tant que candidat du Taoiseach Garret FitzGerald. Deenihan s'implique ensuite dans la politique locale en tant que membre du conseil du comté de Kerry. Il est élu au Dáil Éireann pour la première fois aux élections générales de 1987, pour Kerry North, et y est réélu lors des six élections générales suivantes.
Deenihan occupe un certain nombre de portefeuilles de premier plan pour le Fine Gael, notamment la Jeunesse et le Sport (1988-1992) et le Tourisme et le Commerce (1992-1994), tandis que le Fine Gael est dans l'opposition. En 1994, le Fine Gael arrive au pouvoir sans élections générales et, le 20 décembre 1994, Deenihan est nommé par le gouvernement de coalition Fine Gael-Travailliste-Gauche démocratique au poste de ministre d'État au ministère de l'Agriculture, de l'Alimentation et des Forêts. En 1997, il devient porte-parole du parti auprès du Bureau des travaux publics. Lors des élections générales de 2002, qui aboutissent à un quasi-effondrement du Fine Gael, Deenihan connait son élection la plus difficile, étant réélu avec une marge de près de 500 voix. Après l'élection d'Enda Kenny à la tête du parti, il est nommé porte-parole du parti pour les arts, le sport et le tourisme. Au lendemain des élections générales de 2007, il devient porte-parole du parti pour la défense, après avoir été élu en tête du scrutin dans la circonscription de Kerry North avec 12 697 voix. En juillet 2010, il est nommé porte-parole du parti pour le tourisme, la culture et le sport.

### Ministre des Arts, du Patrimoine et du Gaeltacht
Aux élections générales de 2011, il est élu dans la nouvelle circonscription de Kerry North-West Limerick. Le 9 mars 2011, il est nommé membre du gouvernement Fine Gael-Travailliste en tant que ministre des Arts, du Patrimoine et du Gaeltacht,.
En mai 2011, il présente des propositions visant à acquérir auprès de la Banque d'Irlande l'ancien bâtiment du Parlement irlandais à College Green pour l'État, afin de l'utiliser comme lieu culturel.
Le 11 juillet 2014, lors d'un remaniement, il est nommé ministre d'État au ministère du Taoiseach et au ministère des Affaires étrangères et du Commerce, chargé de la diaspora,,.
Sa circonscription est abolie lors des élections générales de 2016, il se présente aux élections dans celle de Kerry, mais n'est pas élu.